# Polylactide
Polylactide, umgangssprachlich auch Polymilchsäuren (kurz PLA, vom englischen Wort polylactic acid) genannt, sind synthetische Polymere, die zu den Polyestern zählen. Sie sind aus vielen, chemisch aneinander gebundenen Milchsäuremolekülen aufgebaut. Daher ist die Bezeichnung Polymilchsäure nach IUPAC-Nomenklatur irreführend, da es sich nicht um ein Polymer mit mehreren sauren Gruppen handelt. Polylactide und Polymilchsäuren werden durch unterschiedliche Verfahren erzeugt.
Erstmals beschrieben wurden Polylactide 1845 von Théophile-Jules Pelouze. Bei dem Versuch, Milchsäure durch Erhitzen und Entfernen von Wasser aufzureinigen, beobachtete er eine Kondensation der Milchsäuremoleküle und die Bildung von Oligomeren und Polymeren. Wallace Hume Carothers, ein Mitarbeiter von DuPont, entwickelte 1932 ein Verfahren zur Herstellung von Polylactiden aus Lactiden, das 1954 für DuPont patentiert wurde.
PLA kann durch Wärmezufuhr verformt werden (Thermoplast). Polylactid-Kunststoffe sind biokompatibel und unter den richtigen Umweltbedingungen langfristig biologisch abbaubar.

## Eigenschaften

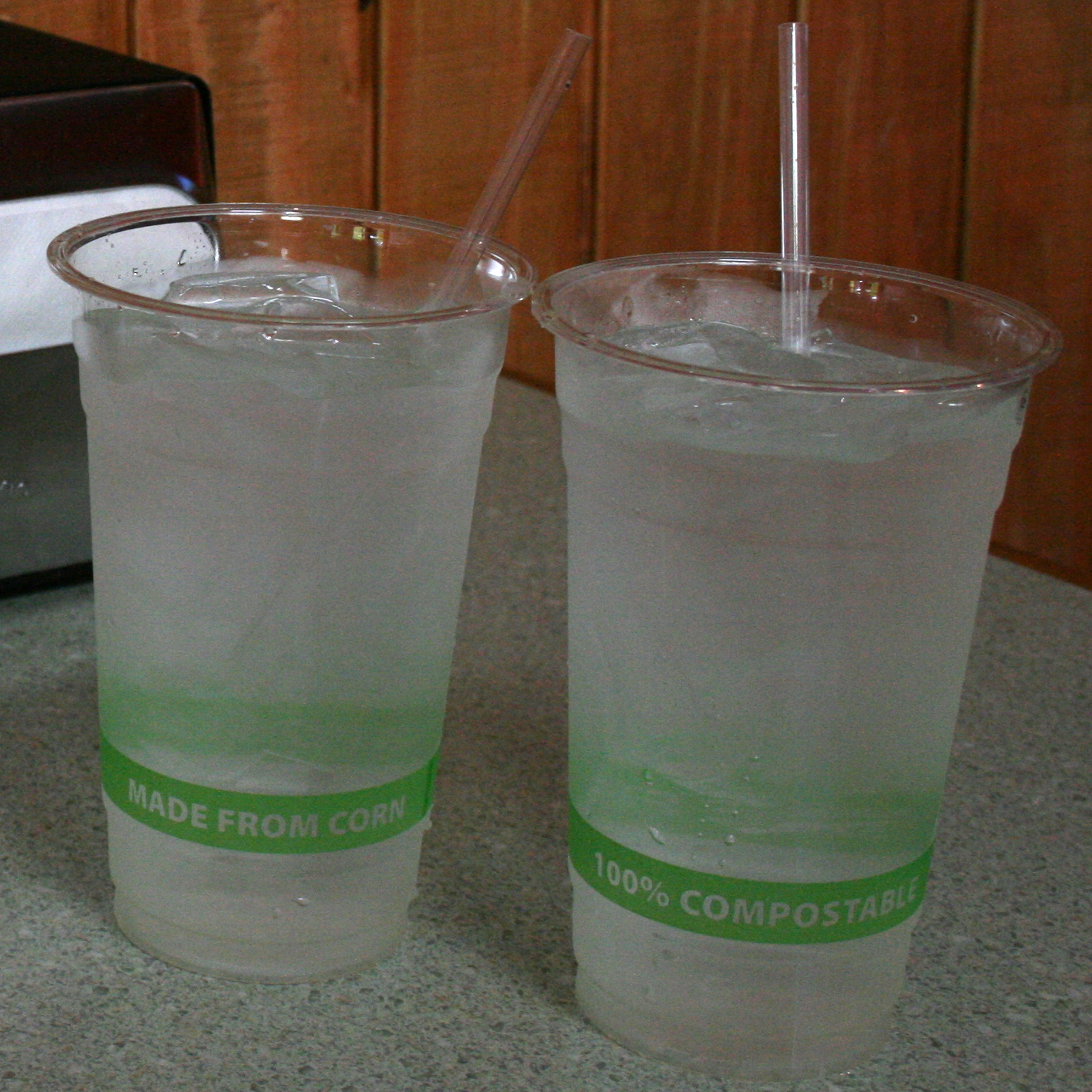
PLA-Becher

### Chemische Eigenschaften

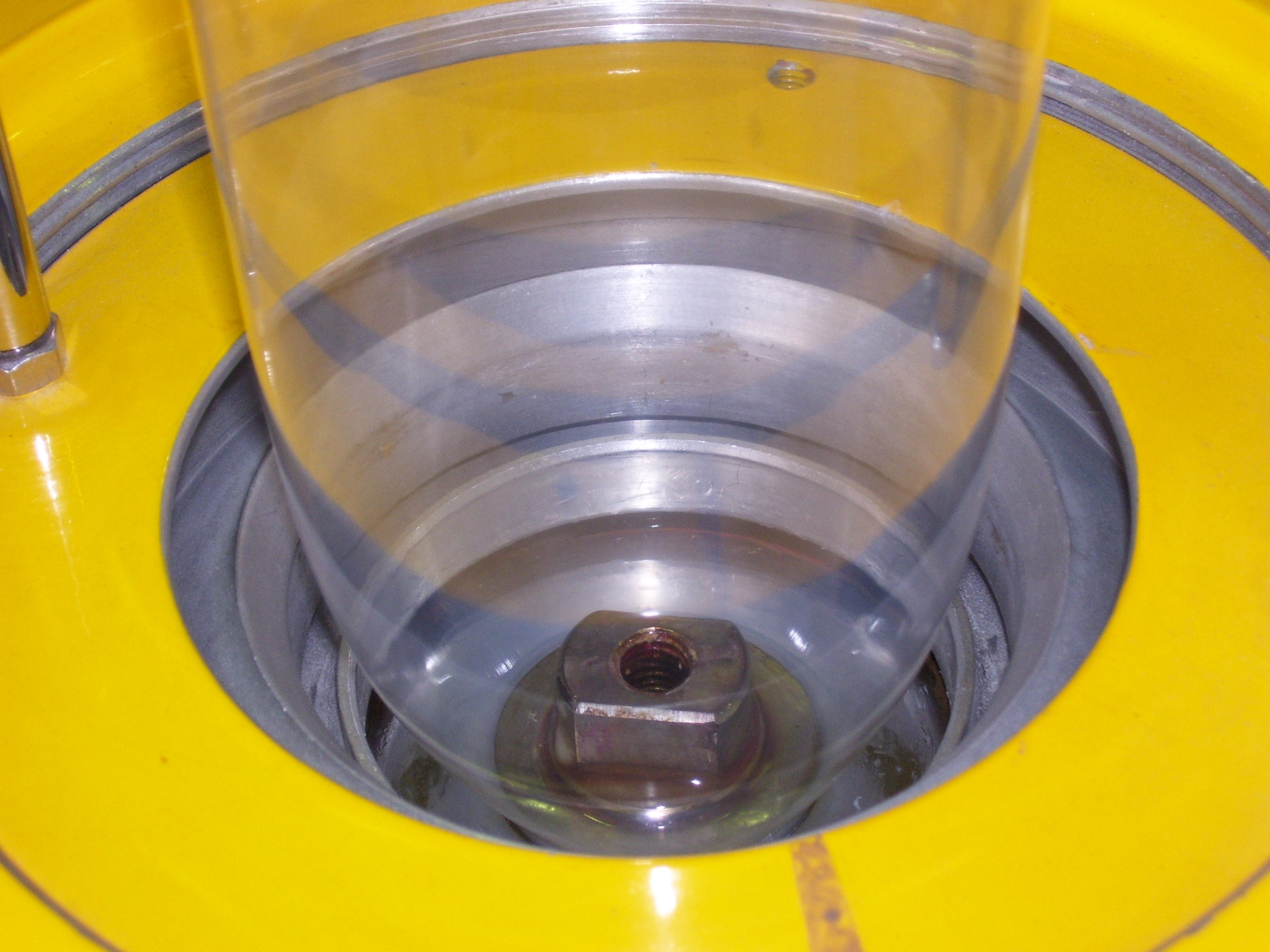
PLA-Folienaustritt aus Ringspaltdüse

Polylactide zählen zu den Polyestern. Diese aufgrund des asymmetrischen Kohlenstoffatoms optisch aktiven Polymere treten in der Form von D- oder als L-Lactiden auf, je nachdem, ob sich diese von L-(+)-Milchsäure [Synonym: (S)-(+)-Milchsäure] oder von D-(−)-Milchsäure [Synonym: (R)-(−)-Milchsäure] ableiten. Für diese beiden Formen werden die Abkürzungen PLLA bzw. PDLA verwendet. Für Copolymere aus L-(+)- und D-(−)-Milchsäure werden als PLDLA abgekürzt. Diese Nomenklatur kann weiter auf PLDLLA (Poly-(L-co-D/L-Lactid)) erweitert werden.
Die Eigenschaften der Polylactide hängen vor allem von der Molekülmasse, dem Kristallinitätsgrad und gegebenenfalls dem Anteil von Copolymeren ab. Eine höhere Molekülmasse steigert die Glasübergangs- sowie die Schmelztemperatur, die Zugfestigkeit sowie den E-Modul und senkt die Bruchdehnung. Aufgrund der Methylgruppe verhält sich das Material wasserabweisend (hydrophob), wodurch die Wasseraufnahme und somit auch die Hydrolyserate der Hauptbindung gesenkt wird. Weiterhin sind Polylactide in vielen organischen Lösungsmitteln löslich (z. B. Dichlormethan, Trichlormethan; durch Zugabe eines Lösungsmittels wie Ethanol, in dem das Polylactid schlechter löslich ist, kann es wieder ausgefällt werden). Zur Verbesserung der Gebrauchseigenschaften der Polylactide können diese bei ihrer Verarbeitung (z. B. Spritzgießen, Extrusion) auch faserverstärkt werden.

### Physikalische Eigenschaften
PLA weist zahlreiche Eigenschaften auf, die für vielerlei Einsatzgebiete von Vorteil sind:
- Eine geringe Feuchtigkeitsaufnahme mit hoher Kapillarwirkung, dadurch geeignet für Sport- und Funktionsbekleidung.
- Eine geringe Flammbarkeit, hohe UV-Beständigkeit und Farbechtheit, wodurch Anwendungen im Möbelbereich für Innen- und Außenbereiche denkbar werden.
- Zudem ist das Festigkeits-/Gewichtsverhältnis relativ hoch, wodurch es sich auch für Leichtbauanwendungen eignet.
- Die Biegefestigkeit liegt bei 0,89–1,03 MPa.[1]

Die mechanischen Eigenschaften von reinem PLA ähneln sehr denen von Polyethylenterephthalat (PET). Insbesondere seine Transparenz und niedrige Migrationswerte prädestinieren PLA für einen Einsatz im Lebensmittelverpackungsbereich, allerdings weist es im Vergleich zu PET eine wesentlich höhere CO2-, Sauerstoff- und Feuchte-Durchlässigkeit auf und absorbiert UV-Strahlung ab deutlich niedrigeren Wellenlängen. Auch hat PLA eine niedrigere Temperaturbeständigkeit. Der Preis für PLA von etwa 2 € pro Kilogramm ist höher als der für PET, jedoch wird davon ausgegangen, dass die Produktionskosten von PLA in den kommenden Jahren mit steigenden Produktionsmengen etwas sinken werden.

### Biologische Abbaubarkeit
Polylactide weisen aufgrund der Molekülstruktur eine biologische Abbaubarkeit auf, wobei hierfür bestimmte Umweltbedingungen nötig sind, die in der Regel nur in industriellen Kompostieranlagen zu finden sind. Zudem ist die Abbaubarkeit stark von der chemischen Zusammensetzung sowie dem Einsatz eventueller Copolymere abhängig. Unter industriellen Kompostbedingungen vollzieht sich der Abbau jedoch innerhalb weniger Monate. In der Natur, z. B. im Meer, wird sich PLA langsamer zersetzen.
Als Mikroplastik führt PLA bei der Gemeinen Miesmuschel zu einer Proteinstoffwechselstörung – einer Veränderung des Hämolymphenproteoms. Dies zeigt, dass auch biologisch abbaubarer Kunststoff die Gesundheit von Gemeinen Miesmuscheln verändern kann.

## Synthese
Polylactide sind vor allem durch die ionische Polymerisation von Lactid, einem ringförmigen Zusammenschluss von zwei Milchsäuremolekülen, zugänglich. Neben der Erzeugung von Polylactiden durch diese Ringöffnungspolymerisation können Polylactide ebenfalls durch die direkte Kondensationsreaktionen von Milchsäuremolekülen über Polymilchsäuren erzeugt werden.
| |
| Umwandlung von Lactid (links) zum Polylactid (rechts) durch thermische und katalytische Ringöffnungspolymerisation |
Bei Temperaturen zwischen 140 und 180 °C sowie der Einwirkung katalytischer Zinnverbindungen (z. B. Zinnoxid oder Zinn(II)-2-ethylhexanoat) findet eine Ringöffnungspolymerisation statt. So werden Kunststoffe mit einer hohen Molekülmasse und Festigkeit erzeugt. Lactid selbst lässt sich durch Vergärung von Melasse oder durch Fermentation von Glucose mit Hilfe verschiedener Bakterien herstellen.
Darüber hinaus können hochmolekulare und reine Polylactide mit Hilfe der sogenannten Polykondensation direkt aus Milchsäure erzeugt werden. In der industriellen Produktion ist allerdings die Entsorgung des Lösungsmittels problematisch.
Typische Verarbeitungsverfahren für reines PLA sind das Faserspinnen und die Flachfolienextrusion (selten).

## PLA-Blends
PLA ist eigentlich ein bio-basierter Roh-Kunststoff (wie auch Stärke, PHA, PBS u. a.), weil er in der Regel nicht gebrauchsfertig synthetisiert wird. Meist wird PLA erst durch Compoundierung für die jeweilige Anwendung maßgeschneidert. Dieses „Aufbereiten“ von Bio-Rohkunststoffen erfordert spezielle Kenntnisse sowohl der Additivierung als auch der schonenden Compoundierung. Gebrauchsfertige PLA-Compounds werden auch „PLA-Blends“ genannt und bestehen in der Regel aus PLA, anderen Roh-Biokunststoffen (s. o.) und Additiven. Beispiele für Hersteller solcher gebrauchsfertigen PLA-Blends sind BASF, Danimer, FKuR, Futura Mat, Kingfa Science & Tech, Total Corbion PLA und Biotec.
Für PLA-Blends sind typische Verarbeitungsverfahren Extrusion (auch Schaumextrusion), Thermoformen, Spritzguss und Blasformen.
Siehe auch Hauptartikel: Polylactide-Polyhydroxyalkonate-Blends

## Verwendung

### Verpackung
Das PLA-Wachstum der vergangenen Jahre basiert maßgeblich auf dem Einsatz von PLA-Blends für Verpackungen kurzlebiger Güter. Hierbei wird insbesondere die biologische Abbaubarkeit betont.
Diese PLA-Blends verfügen über andere mechanische Eigenschaften als das Roh-PLA. Meist können durch die Blends die herkömmlichen Verpackungskunststoffe Polyethylen (PE) und Polypropylen (PP) ersetzt werden, wie etwa Beutel oder Netze. Folien oder Netze für Beutelanwendungen müssen schlagartigen Belastungen beim Befüllvorgang standhalten und eine hohe Schweißnahtfestigkeit aufweisen. Folien aus einem PLA-Blend werden unter anderem auch für Babywindeln und andere Hygieneprodukte verwendet. Weitere Beispiele für PLA-basierte Verpackungsanwendungen sind Bio-Tragetaschen und Luftpolsterbeutel.

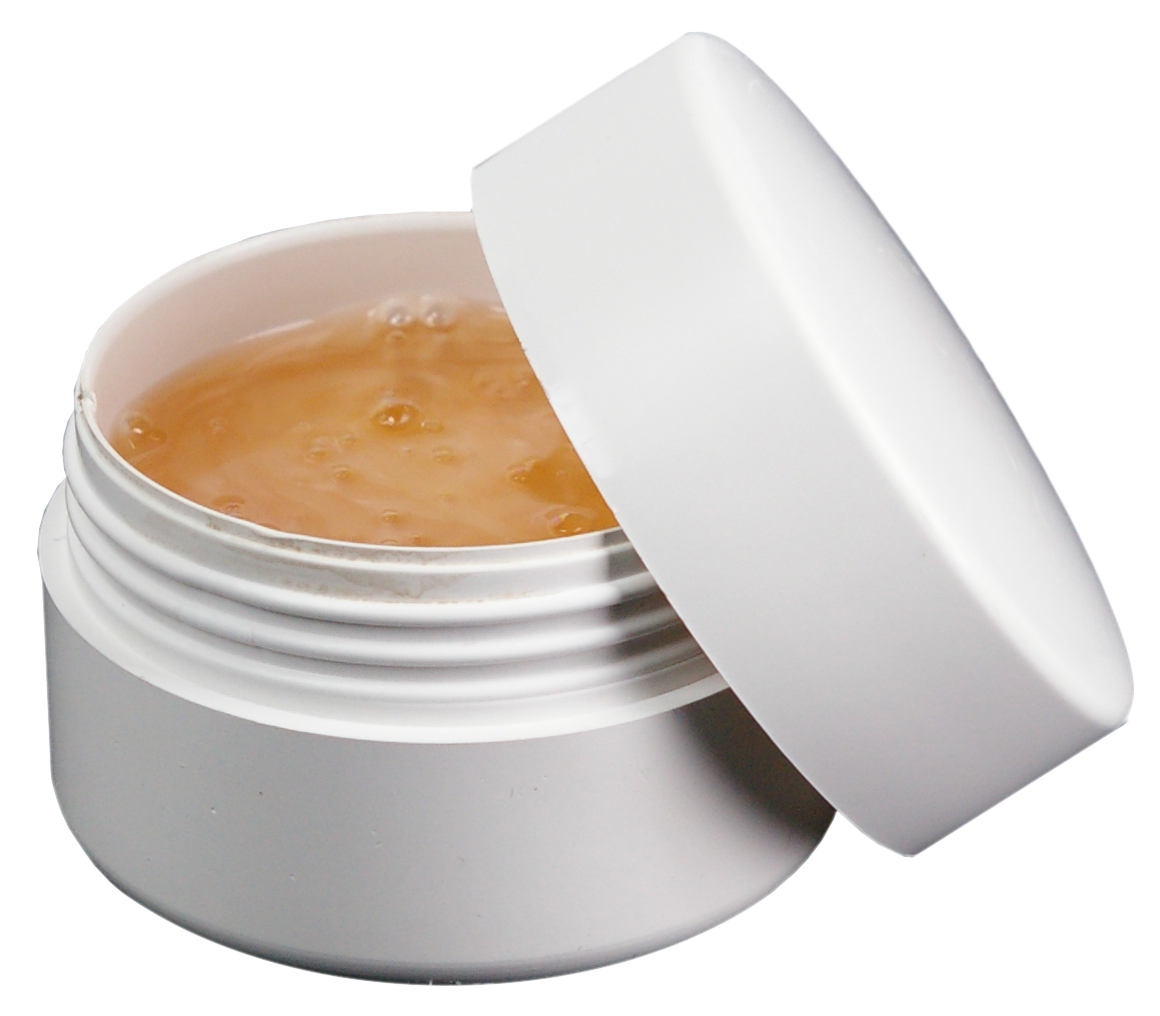
Kosmetiktiegel aus PLA-Blend
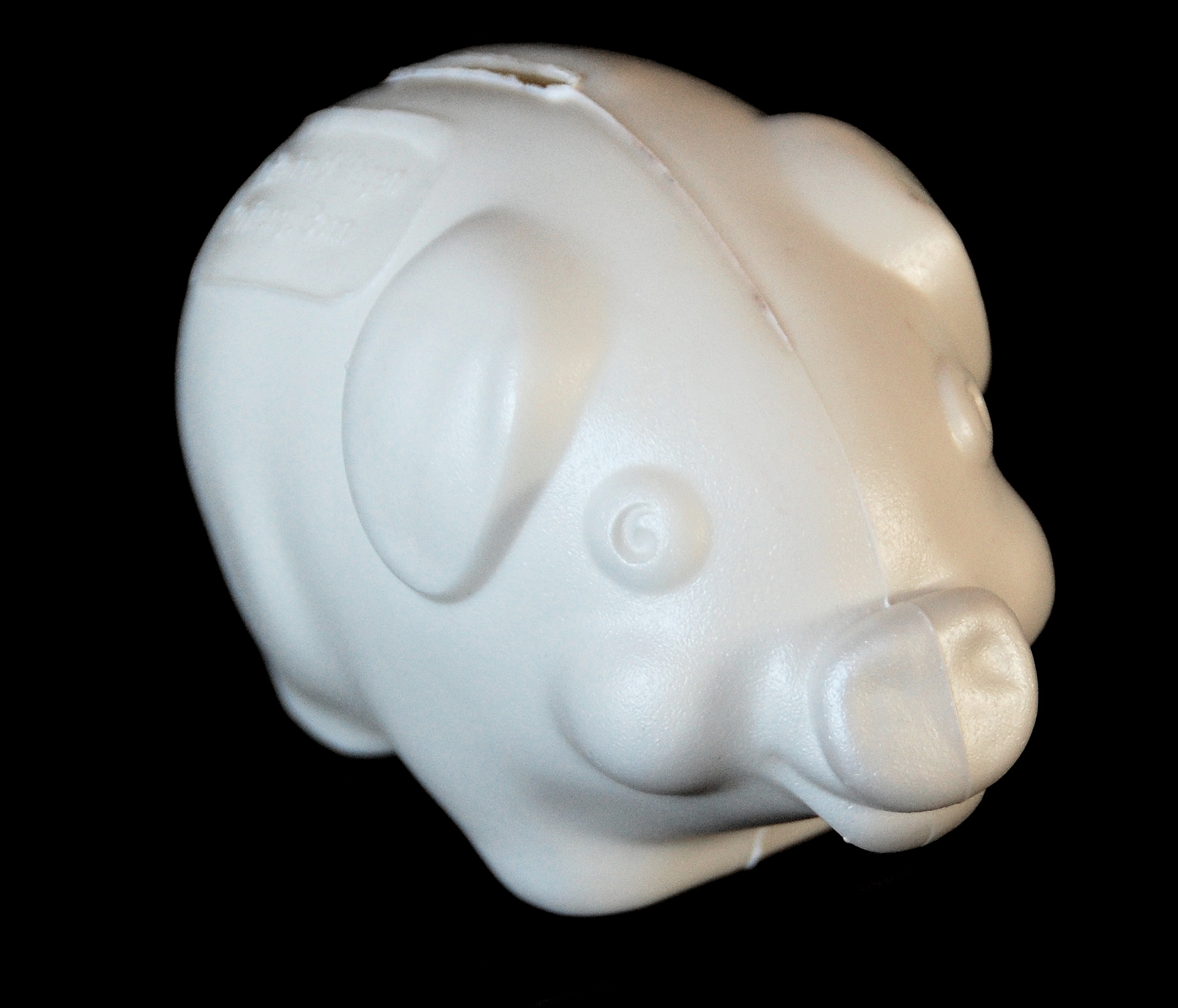
Sparschwein aus PLA-Blend
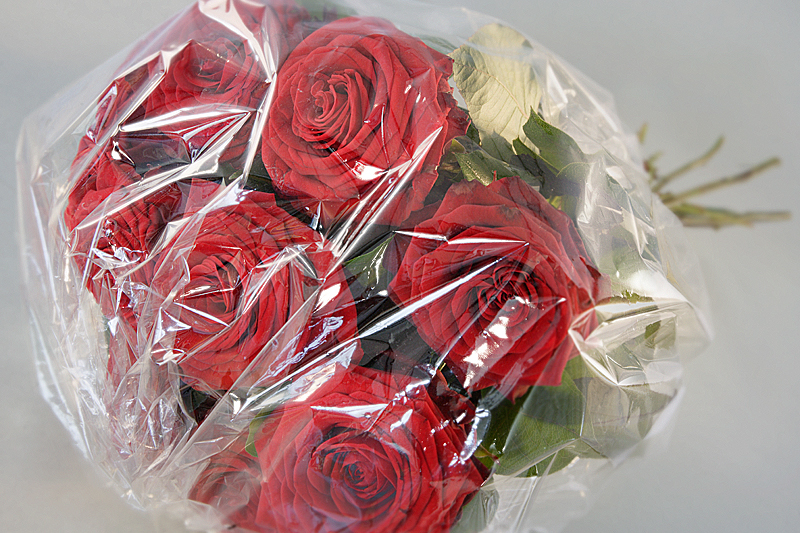
Blumenfolie aus PLA-Blend
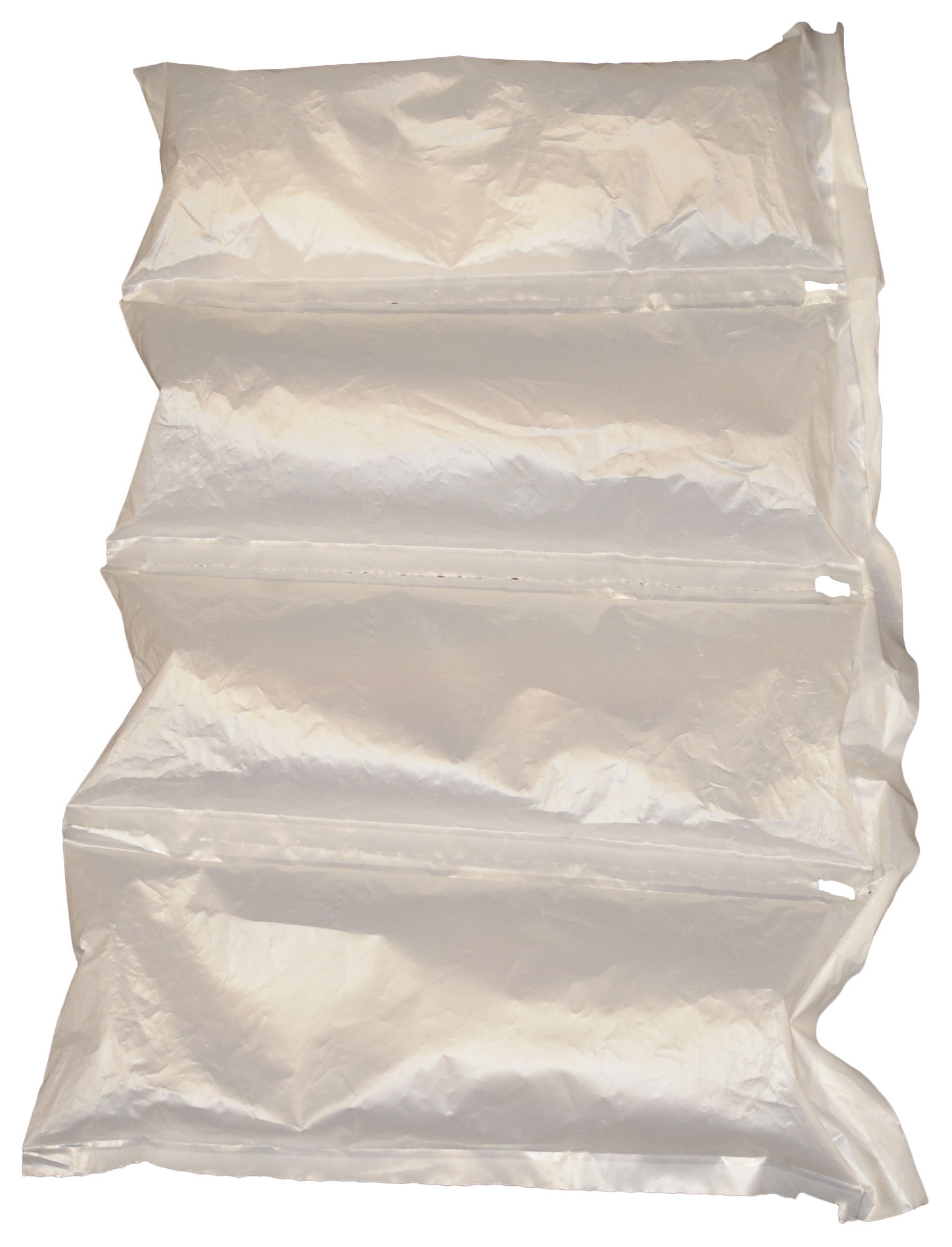
Luftpolsterbeutel aus PLA-Blend
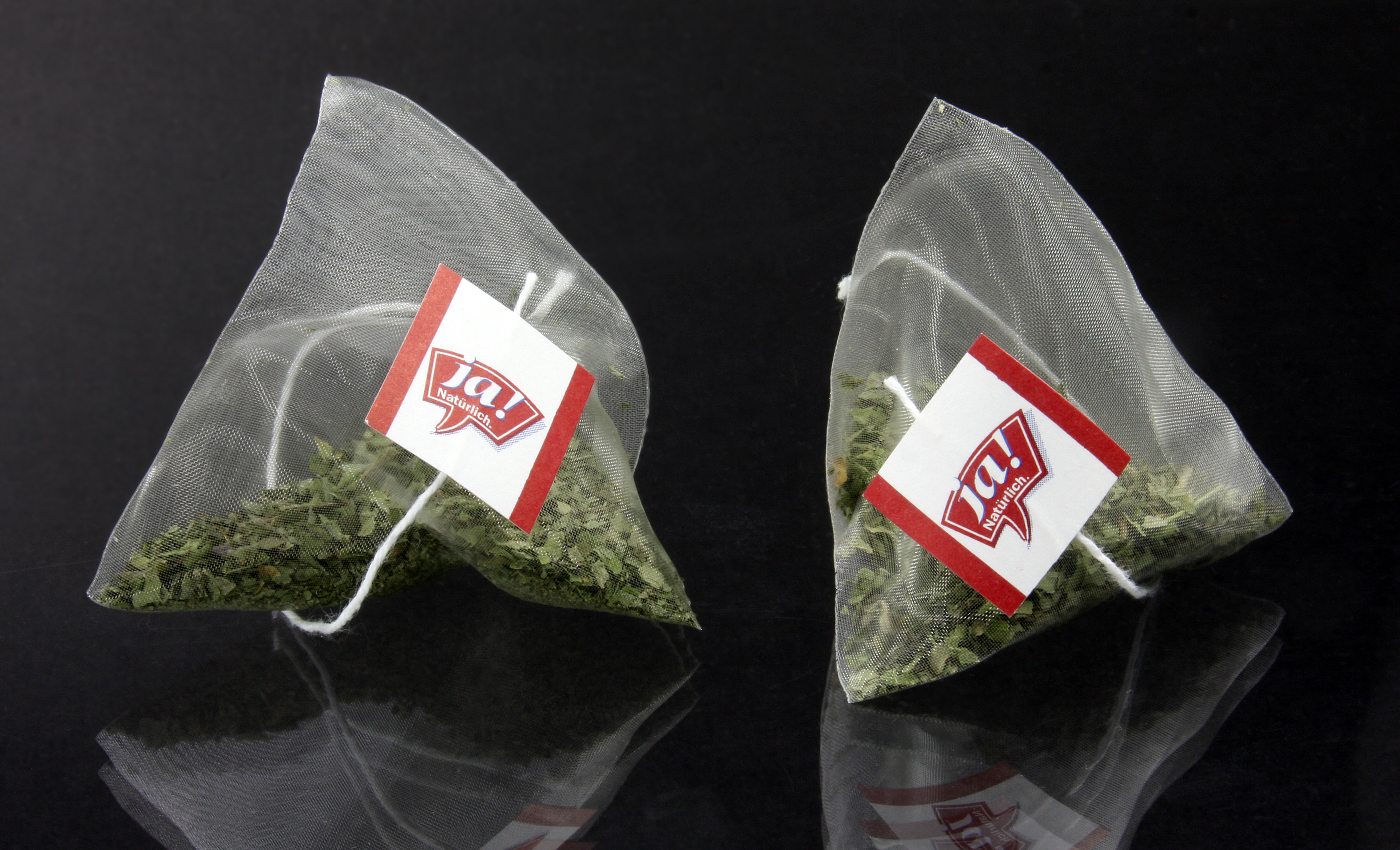
Teebeutel aus PLA-Fasermaterial

### Landwirtschaft und Gartenbau

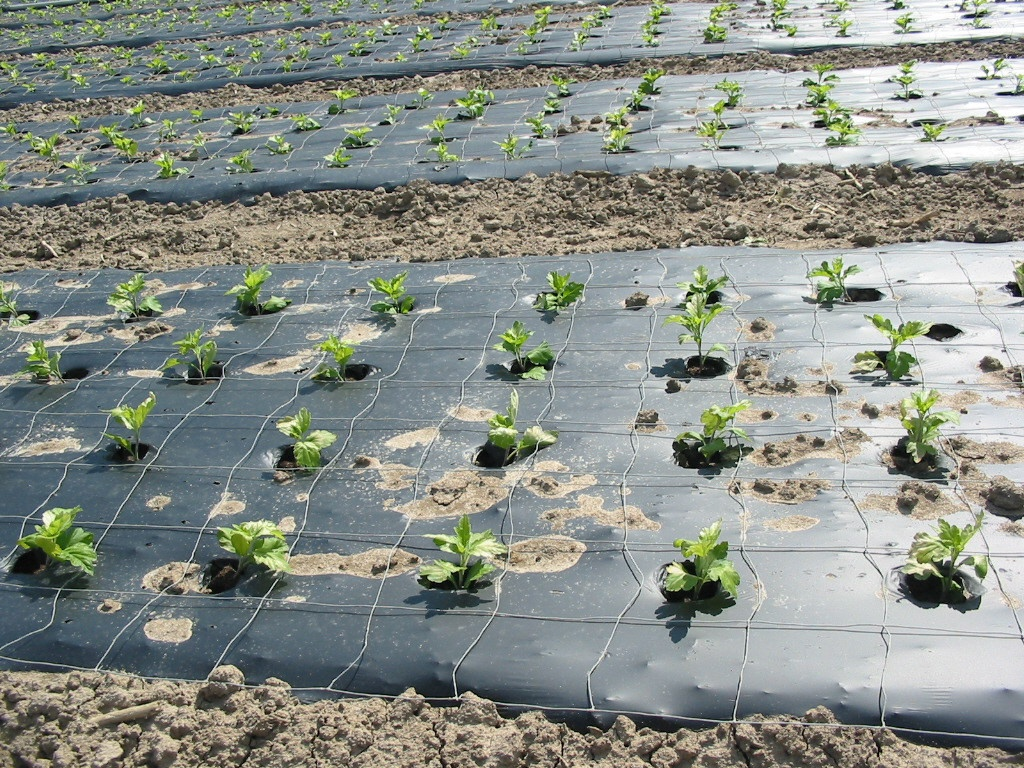
Mulchfolie aus PLA-Blend

Mulchfolien aus PLA-Blends stehen im Wettbewerb zu herkömmlichen aus Polyethylen (PE). Werden herkömmliche Mulchfolien nach der Nutzung kostenaufwendig eingesammelt, gesäubert und der geordneten Entsorgung zugeführt, so werden die teureren Mulchfolien aus PLA-Blends nach der Nutzung einfach untergepflügt. Der einzelne Landwirt entscheidet je nach eigener Wirtschaftlichkeit. Wichtig sind jedoch einfache Maschinengängigkeit und Verlegbarkeit.
Es ist wichtig, dass Mulchfolien aus PLA-Blends während ihrer Schutzfunktion an der Ackeroberfläche nicht zu schnell biologisch abbauen. Sie sollen jedoch zügig nach dem Gebrauch biologisch abbauen, wenn sie untergepflügt wurden. Dazu ist wichtig, dass weder Stärke noch Stärkederivate in dem PLA-Blend eingesetzt werden. Nur so bleibt die Mulchfolie unempfindlich gegen Feuchte, nach z. B. Wetterschwankungen, und ist somit haltbarer.
Auch Halterungen und Klipse werden in der Landwirtschaft benötigt, um z. B. Pflanzentrieben an einer Stange Halt zu geben. Diese fallen beim Wachstum der Pflanzen oder bei der Ernte ab und müssen aufwendig gesucht und aufgesammelt werden. Entsprechende PLA-Blends mit höherem PLA-Anteil als z. B. in Mulchfolien (s. o.) bieten eine praktische Alternative, die nicht eingesammelt werden muss. Sogar Filmscharniere lassen sich realisieren.

### Cateringartikel

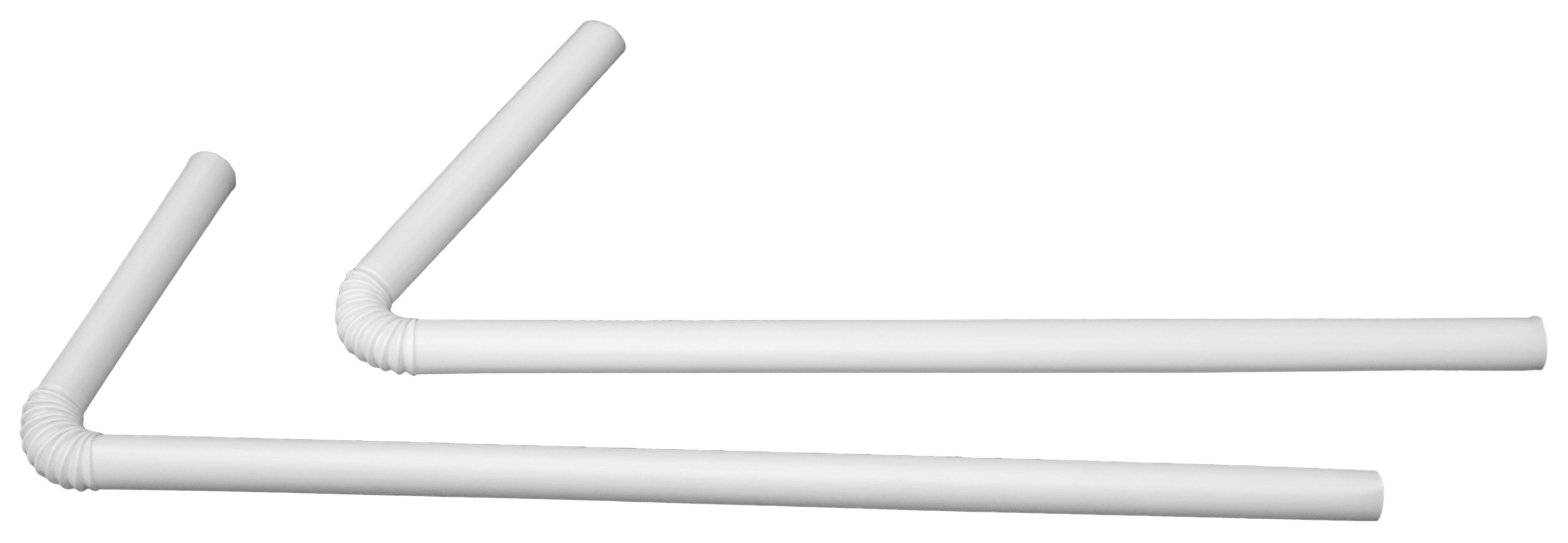
Trinkhalme aus PLA

Es gibt Wegwerfbestecke aus PLA oder PLA-Blends auf dem Markt, die nicht für heiße Lebensmittel eingesetzt werden können. PLA und PLA-Blends werden oberhalb von ca. 50 °C sehr nachgiebig und weich. (Hier eignet sich der Biokunststoff Cellulose-Acetat besser.) Dennoch lassen sich aus PLA z. B. thermogeformte Trinkbecher und aus PLA-Blends z. B. Trinkhalme auch mit Knickbereich herstellen.
Neuere nationale und EU-Verordnungen und deren Untersagungen unterscheiden die Verkehrsfähigkeit nicht nach molekularer Zusammensetzung.

### Büroartikel

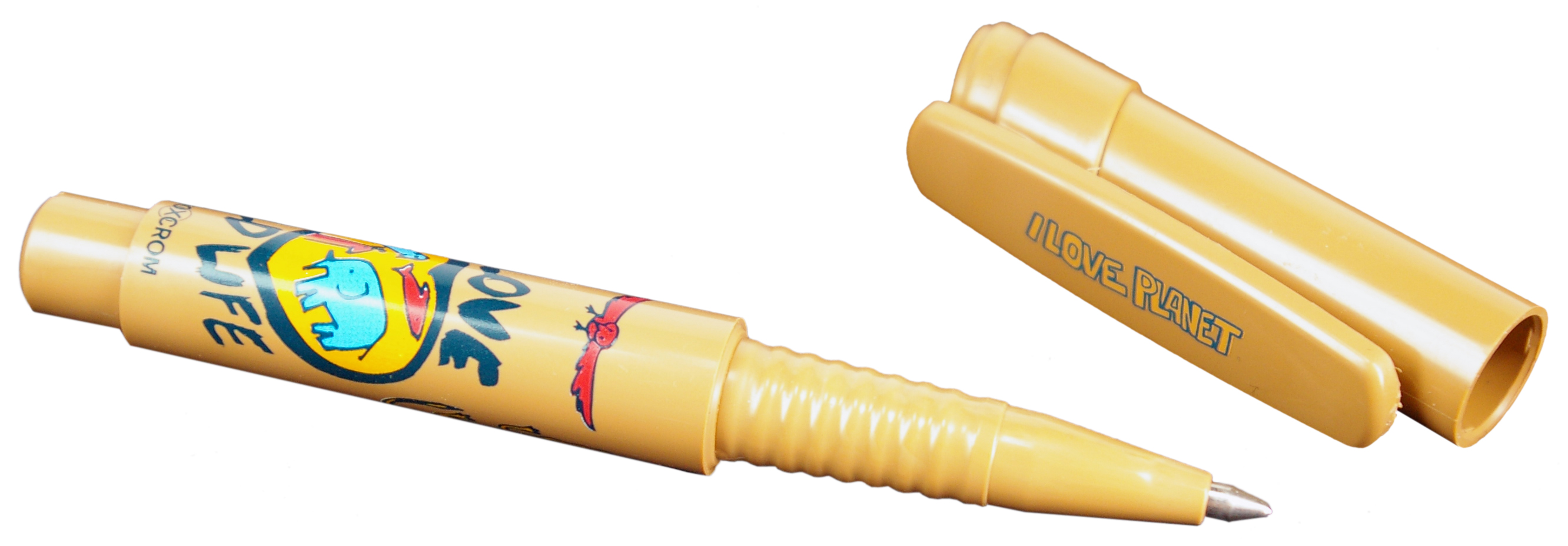
Kugelschreiber aus PLA

Schreibgeräte und andere Büroutensilien werden aus spritzgießbaren PLA-Blends hergestellt. Hier sind die mechanischen Eigenschaften, je nach PLA-Anteil, ähnlich dem Polypropylen oder sogar ABS. Das Fließverhalten der Schmelze ist bei derart komplexen Geometrien sehr wichtig.

### Medizintechnik
Einer der wichtigsten Anwendungsbereiche dürfte derzeit die medizinische Anwendung sein. PLA steht auf Grund seiner Abbaubarkeit und seiner Biokompatibilität für zahlreiche Anwendungen zur Verfügung. Die Fähigkeit des menschlichen Körpers, PLA abzubauen, wurde bereits 1966 das erste Mal beobachtet.
PLA, oft in Verbindung mit einem Co-Polymer, eignet sich zum Beispiel als Nahtmaterial. Auch ist es möglich, Implantate aus PLA herzustellen, die, abhängig von der chemischen Zusammensetzung, Porosität und Kristallinität, einige Monate bis zu mehreren Jahren im Körper verbleiben, bis sie abgebaut sind. Ein zweiter chirurgischer Eingriff zur Entfernung der Implantate ist also in der Regel nicht erforderlich. Auch die mechanischen Eigenschaften werden von diesen Faktoren beeinflusst, wodurch sich Implantate für unterschiedliche Anwendungen realisieren lassen. Dazu gehören zum Beispiel Nägel und Schrauben, aber auch Platten oder Stents.
PLA eignet sich auch als Gerüstmaterial für das Tissue Engineering. Hierfür werden poröse Strukturen aus PLA-Fasern hergestellt, an die sich unterschiedliche Zelltypen, abhängig von der Porengröße, anlagern können.

### Verbundwerkstoffe

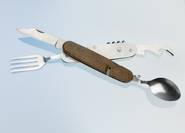
Messergriff aus holzfaserverstärktem PLA

Neben Anwendungen im Verpackungsbereich und in der Medizintechnik besitzt PLA auch großes Potential als Matrixmaterial für Verbundwerkstoffe. Durch die Verbindung von PLA mit Naturfasern lassen sich biologisch abbaubare Verbundwerkstoffe aus nachwachsenden Rohstoffen herstellen, die eine Alternative zu den konventionellen glasfaserverstärkten oder gefüllten Kunststoffen darstellen. Durch seinen thermoplastischen Charakter ist PLA für den Einsatz im (Naturfaser-)Spritzguss- und Extrusionsbereich geeignet. Bereits realisierte Bauteile sind zum Beispiel Aschekapseln für Urnen, Messergriffe, aber auch Sitzunterflächen von Bürostühlen.
Auch wurde bereits ein Prototyp für eine Handyoberschale entwickelt. Durch den Zusatz hoch dehnbarer Naturfasern ließ sich ein Werkstoff herstellen, der in der Lage ist, mit den heutzutage gängigen rohölbasierten Kunststoffen zu konkurrieren.
Neben den vergleichsweise hohen Kosten ist vor allem die geringe Temperaturbeständigkeit von PLA ein Problem bei der Anwendung im industriellen Bereich. Da der Kunststoff bereits bei etwa 50–60 °C weich wird, eignet er sich nur für Anwendungen im niedrigen Temperaturbereich, was für viele dauerhafte Anwendungen nicht akzeptabel ist. Laut Herstellerangaben kann allerdings die Temperaturbeständigkeit durch das Kombinieren von Polylactiden, die aus rechtsdrehender Milchsäure hergestellt wurden, mit solchen aus linksdrehender Milchsäure verbessert werden. Außerdem lässt sich durch eine Verstärkung mit Naturfasern die Temperaturbeständigkeit in einem Bereich von etwa 100 °C erhöhen und gleichzeitig könnten die Kosten durch die Einbringung der günstigeren Naturfaser bezogen auf das Preis-Leistungs-Verhältnis verringert werden.

### Vliesstoffe
Die Herstellung von Vliesstoffen aus biologisch abbaubaren Faserstoffen hat z. B.  für die Herstellung von Einwegmundschutzmasken und Teebeuteln Bedeutung, um der Umweltverschmutzung entgegenzuwirken.

### 3D-Druck
PLA ist eines der am häufigsten genutzten Materialien von 3D-Druckern, die nach dem FDM-Verfahren arbeiten. Für den Einsatz im 3D-Drucker werden Filamente aus PLA eingesetzt, die üblicherweise einen Durchmesser von 1,75 mm oder 2,85 mm aufweisen. Solche Filamente können unter anderem aus PLA hergestellt werden oder für Spezialanforderungen mit anderen Materialien vermischt werden, wie beispielsweise mit Holzfasern, Steinstaub, Carbonfasern, Metallfasern.

## Markt
Erst 2002 wurde von NatureWorks LLC die erste kommerzielle Anlage zur Herstellung des Kunststoffes mit einer Kapazität von 150.000 Tonnen gebaut. Die in Deutschland erste Pilotanlage zur PLA-Herstellung der deutsch-schweizerischen Firma Uhde Inventa-Fischer ist 2011 mit einer Jahresproduktion von 500 Tonnen in Guben/Brandenburg in Betrieb genommen worden.
Kommerziell erhältliches PLA stellen zudem die Unternehmen Supla Bioplastics (Mitglied der weforyou-Gruppe), Biopearls, Guangzhou Bright China, Hisun Biomaterials, Kingfa Science & Tech., Nantong, Natureworks, Synbra und Toray her. Die weforyou-Gruppe ist der weltweit zweitgrößte Hersteller von PLA mit einer jährlichen Kapazität von 50.000 Tonnen an reinem PLA und Compounds.

## Recycling

Recycling-Code für Polylactide

Der Recycling-Code für Polylactide ist 07 („others“, also „andere“ als 01-06).

## Weiterführende Literatur
- Caroline Baillie (Hrsg.): Green composites – Polymer composites and the environment. Woodhead Publishing, Cambridge 2004, ISBN 1-85573-739-6.
- Amar K. Mohanty, Manjusri Misra, Lawrence T. Drzal (Hrsg.): Natural fibers, biopolymers, and biocomposites. Taylor & Francis Group, Boca Ranton, FL 2005, ISBN 0-8493-1741-X.
- Ray Smith (Hrsg.): Biodegradable polymers for industrial applications. Woodhead Publishing, Cambridge 2005, ISBN 1-85573-934-8.
- Bhuvanesh Gupta, Nilesh Revagade, Joens Hilborn: Poly(lactic acid) fiber: An overview. In: Progress in Polymer Science. 32, 2007, S. 455–482.
- L.-T. Lima, R. Aurasb, M. Rubino: Processing technologies for poly(lactic acid). In: Progress in Polymer Science. 33, 2008, S. 820–852.
- Koichi Goda, Yong Cao: Research and Development of Fully Green Composites Reinforced with Natural Fibres. In: Journal of Solid Mechanics and Solid Engineering. 1, Nummer 9, 2007, S. 1073–1084.
- A. P. Gupta, Vimal Kumar: New emerging trends in synthetic biodegradable polymers – Polylactide: A critique. In: European Polymer Journal. 43, 2007, S. 4053–4074.
- K. Van de Velde, P. Kiekens: Material Properties, Biopolymers: overview of several properties and consequences on their applications. In: Polymer Testing. 21, 2002, S. 433–442.
- Introduction to Polylactic acid (Pla). In: Environmental Briefs of Common Packaging Materials. GreenBlue, Charlottesville VA 2008.
- Highlights in Bioplastics. Interessengemeinschaft Biologisch Abbaubare Werkstoffe e. V., Berlin 2005.
- Poly(lactic acid) blends in biomedical applications In: Advanced Drug Delivery Review 107 (2016) 47-59